# Chuck Gilmur
Charles Edward Gilmur jr., detto Chuck (Seattle, 13 agosto 1922 – Tacoma, 13 gennaio 2011), è stato un cestista e allenatore di pallacanestro statunitense, professionista nella BAA e nella NBA.